# Campo San Lio
Il Campo San Lio è un campo di Venezia, situato nel sestiere di Castello, poco distante dal Ponte di Rialto e da Campo Santi Giovanni e Paolo.
Vi si affaccia la chiesa di San Lio.

## Galleria d'immagini

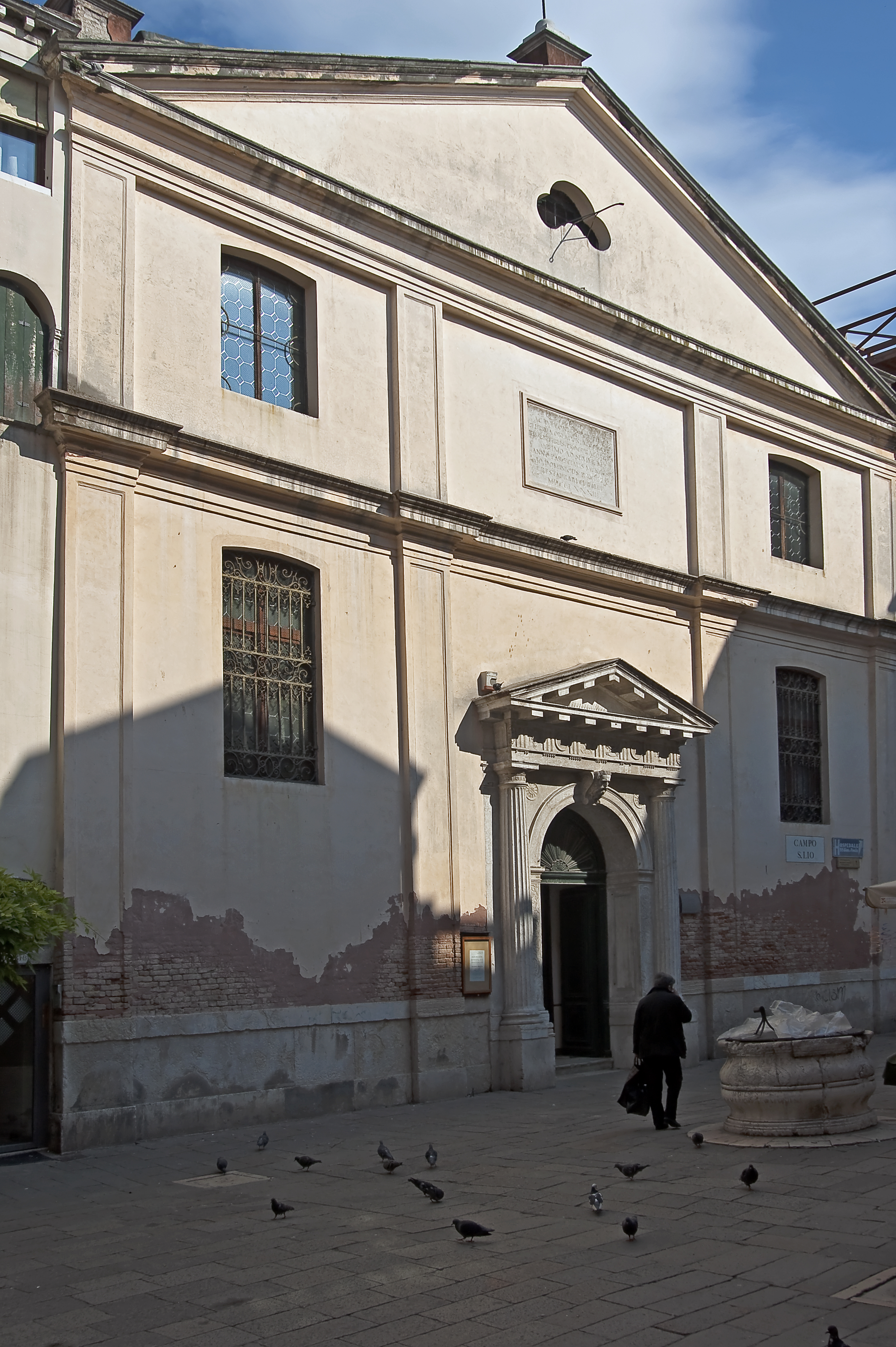
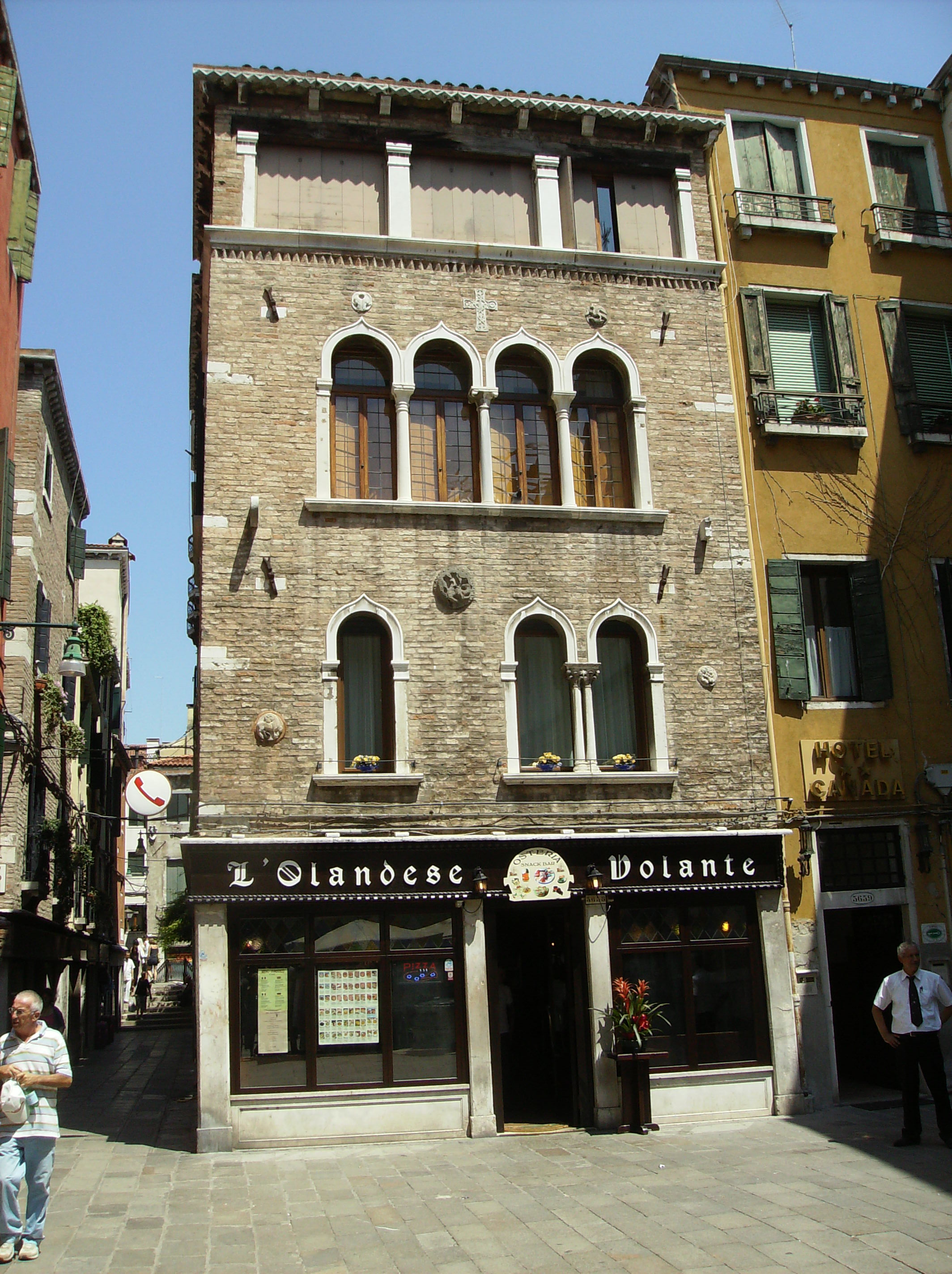